# 蒙帕赫
蒙帕赫（德语、法语：Mompach）是卢森堡东部市镇罗斯波特-蒙帕赫的一个村庄，属于埃希特纳赫县。 
蒙帕赫于2017年12月31日之前是一个独立市镇。2018年1月1日，蒙帕赫与罗斯波特合并为新市镇罗斯波特-蒙帕赫。 

## 旧市镇
蒙帕赫旧市镇由以下村庄组成： 
- Born
- Givenich
- Herborn
- Moersdorf
- 蒙帕赫
- Boursdorf (称地)
- Lilien (称地)